# Martina Tegtmeier

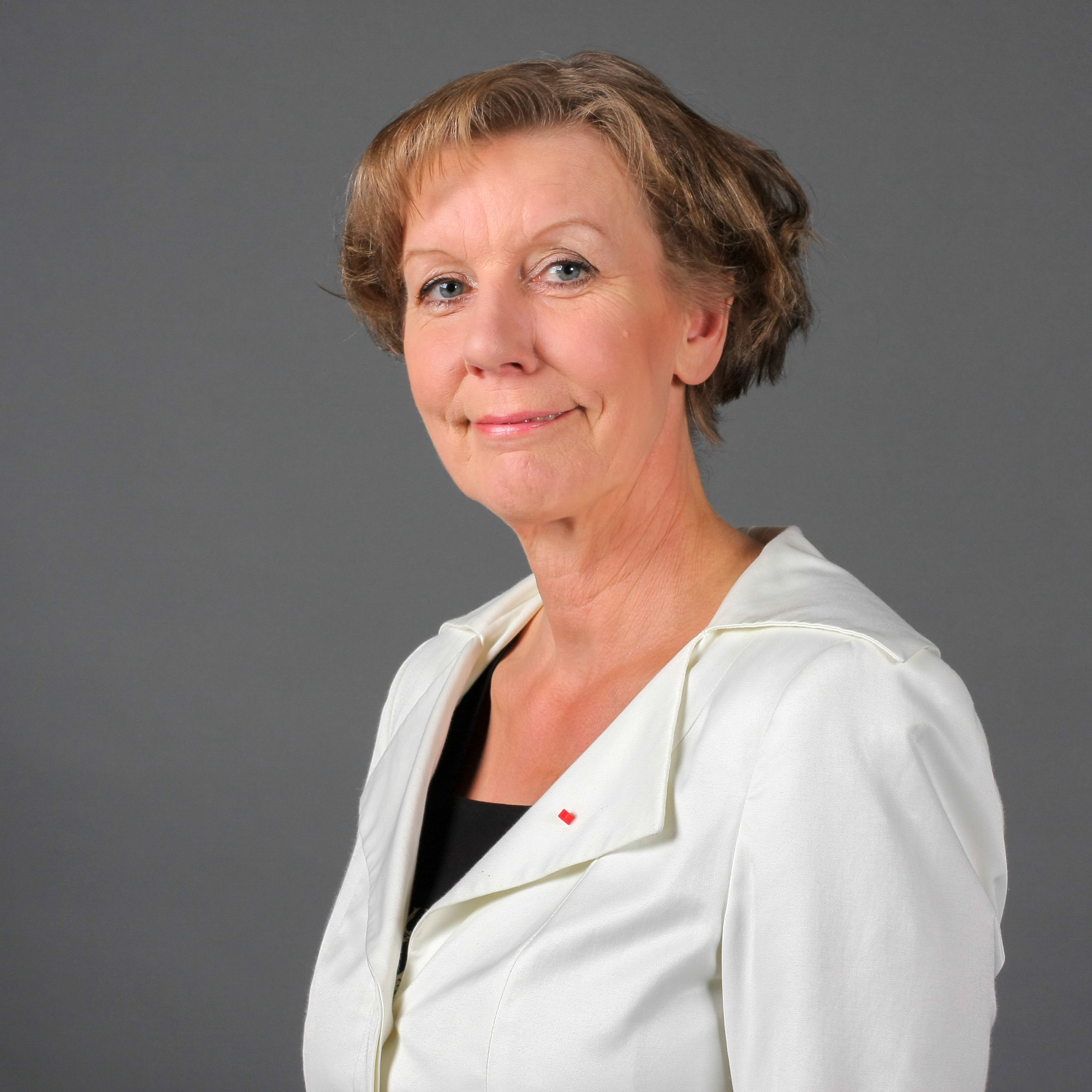
Martina Tegtmeier 2013

Martina Tegtmeier (* 20. April 1958 in Hille, Landkreis Minden) ist eine deutsche Politikerin (SPD). Seit 2006 ist sie Mitglied des Landtages von Mecklenburg-Vorpommern.

## Leben
Tegtmeier besuchte die Handelsschule und machte anschließend eine Ausbildung zur Kauffrau im Groß- und Außenhandel. Sie arbeitete fünf Jahre als Angestellte in ihrem Ausbildungsbetrieb, einer Pharmazeutischen Großhandlung, und war danach bis 1991 selbstständig. Seit 1993 ist sie Mitarbeiterin in der Sozialdemokratischen Gemeinschaft für Kommunalpolitik Mecklenburg-Vorpommern, seit Anfang 2010 Geschäftsführerin im Landesverband Mecklenburg-Vorpommern.
Tegtmeier ist konfessionslos, verwitwet und hat drei Kinder. Sie wohnt im Draguner Ortsteil Drieberg.

## Politik
Tegtmeier ist seit dem Jahr 1994 Mitglied in der SPD. In den Jahren 1998 bis 2008 war sie Mitglied im Bundesvorstand der Arbeitsgemeinschaft Sozialdemokratischer Frauen (ASF), sie ist Mitglied im Vorstand des SPD-Kreisverbandes in Nordwestmecklenburg. Von 1994 bis 2004 war sie Gemeindevertreterin der Gemeinde Dragun und von 1999 bis 2004 und wieder ab 2007 Mitglied des Kreistages Nordwestmecklenburg. In den Jahren 1995 bis 2009 war Tegtmeier Schulverbandsvorsteherin des Schulverbandes Brüsewitz. 
Seit der Landtagswahl 2006 ist sie Abgeordnete im Landtag Mecklenburg-Vorpommern, in den sie durch ein Direktmandat im Wahlkreis 28 – Nordwestmecklenburg II einziehen konnte. In der 5. Wahlperiode von 2006 bis 2011 war sie ab November 2006 stellvertretende Vorsitzende des Ausschusses für Soziales und Gesundheit und ab Januar 2010 Vorsitzende der Enquete-Kommission „Stärkung der kommunalen Selbstverwaltung“. Nach ihrem Wiedereinzug in den Landtag 2011 war sie Vorsitzende des Ausschusses für Arbeit, Gleichstellung, Gesundheit und Soziales und stellvertretende Vorsitzende des Innenausschusses. Außerdem arbeitete sie in der Enquetekommission „Älter werden in Mecklenburg-Vorpommern“ mit. Sie war Sprecherin der SPD-Fraktion für Frauen- und Gleichstellungspolitik, für Integrationspolitik sowie Datenschutz und Informationsfreiheit. Anfang 2013 wurde sie zur Vorsitzenden des Datenschutzbeirates Mecklenburg-Vorpommern gewählt. Seit Januar 2014 ist sie zudem stellvertretende Fraktionsvorsitzende der SPD im Landtag Mecklenburg-Vorpommern.
Sie ist seit 2016 Sprecherin der SPD-Fraktion für Innen- und Kommunalpolitik. In der Legislaturperiode 2016–21 war sie Mitglied im Innen- und Europaausschuss sowie im Sozialausschuss. Seit 2021 gehört sie dem Innenausschuss an. Ihr Wahlkreisbüro ist in Gadebusch.